# Michaeliskarte

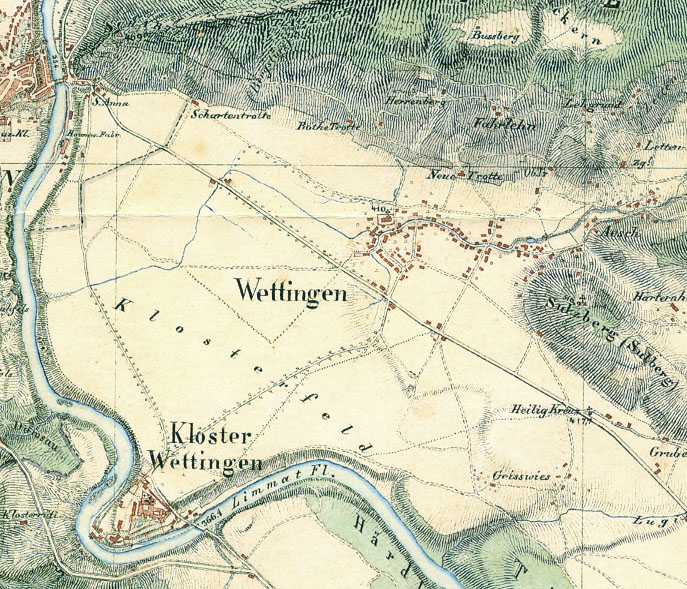
Wettingen auf der Michaeliskarte

Die Michaeliskarte ist eine zwischen 1837 und 1843 entstandene topografische Karte, die das Gebiet des Kantons Aargau in Schraffendarstellung abbildet. Anlass für ihre Erstellung war die geplante gesamtschweizerische Karte im Massstab 1:100.000, die sog. Dufourkarte.
Mit der Umsetzung wurde der preussische Ingenieurgeograph Ernst Heinrich Michaelis betraut. Dieser verdichtete zuerst die im Aargau 1830 beendete Triangulation und erstellte auf dieser Grundlage eine Karte im Massstab 1:25.000.
1849 liess die aargauische Regierung durch Michaelis eine inhaltlich identische Karte im Massstab 1:50.000 anfertigen, die im Kupferdruck zweifarbig reproduziert wurde.
Die zur Michaeliskarte erhalten gebliebenen 43 Feldbücher und die Stichvorlage der Karte werden im Staatsarchiv Aargau aufbewahrt.